# Max Lingemann
Max Lingemann (* 27. Februar 1984 in Düsseldorf) ist ein ehemaliger deutscher Eishockeyspieler, der zuletzt für die Moskitos Essen aus der Oberliga spielte.

## Karriere
Lingemann begann seine aktive Eishockeykarriere im Nachwuchs der Düsseldorfer EG. Im Jahr 2000 wechselte er zu den Kölner Haie und stand im Kader der Kölner Junghaie in der Deutschen Nachwuchsliga. Dort spielte er zwei Jahre und gehörte während dieser Zeit zu den punktbesten Spielern im Team.
Zur Saison 2002/03 unterschrieb der Linksschütze einen Vertrag bei den Grizzly Adams Wolfsburg in der 2. Bundesliga. In Wolfsburg ließ der damals 18-jährige mehrmals sein Talent aufblitzen und gehörte zum Stammkader der Grizzlys. Insgesamt absolvierte er 89 Spiele, in denen er fünf Scorerpunkte erzielen konnte. Im Sommer 2005 wechselte er in die Oberliga zum Traditionsverein Hannover Indians. In der darauffolgenden Saison spielte er beim Nachwuchsteam der Eisbären Berlin, bei den Eisbären Juniors Berlin. Dort half er mit, das erklärte Ziel, den Klassenerhalt, zu erreichen. Lingemann hatte einen großen Anteil an diesem Erfolg, so erzielte er in 18 Spielen neun Punkte.
Zum Ende der Saison 2005/06 konnten ihn die Verantwortlichen der Hamburg Freezers von einem Engagement an der Elbe überzeugen. In der gleichen Spielzeit kam Lingemann auf 32 DEL-Spiele für die Freezers. In der Spielzeit 2006/07 wurde er mit einer Förderlizenz ausgestattet und war somit auch für den ETC Crimmitschau in der 2. Bundesliga spielberechtigt. Dennoch war er überwiegend für die Freezers in der DEL aktiv. Sein letztes Jahr in Hamburg fiel sportlich ebenfalls positiv aus. So trug er 44-mal das Trikot der Freezers und konnte dabei fünf Scorerpunkte erzielen sowie eine Plus/Minus-Statistik von +2 aufweisen. Darüber hinaus wurde er zehn Mal in der zweiten Bundesliga bei den Eisbären Regensburg eingesetzt.
Nachdem sein Vertrag in Hamburg nicht verlängert worden war, war er zunächst vereinslos geworden. Zu Beginn der Saison 2008/09 verpflichteten ihn dann die Verantwortlichen des Regionalligisten EHC Dortmund. Anfang Dezember 2008 verließ er den Verein auf eigenen Wunsch wieder, wo sein Vertrag dann auch zum Jahresende endgültig aufgelöst wurde. Mit Beginn des Jahres 2009 wechselte er zum Neusser EV, wo er bis 2010 unter Vertrag stand. Zur Saison 2010/11 wechselte er zu den Moskitos Essen. Im November 2010 verließ er den Verein wieder und beendete seine Karriere.

## Statistik
(Stand: Ende der Saison 2008/09)